# Jens Augner
Jens Augner (* 1971 in Berlin-Reinickendorf) ist ein deutscher Politiker (Bündnis 90/Die Grünen). Er war von 1994 bis 1996 einer der ersten beiden Co-Sprecher des Grün-alternativen Jugendbündnisses.

## Leben
Augner wurde in Berlin-Reinickendorf geboren und verbrachte seine gesamte Schulzeit in diesem Bezirk. In seiner Schulzeit war er Handballspieler beim VfL Tegel 1891 e. V. Seit dem Jahr 2000 lebt er in Berlin-Moabit und ist seit 2001 am Reinickendorfer Humboldt-Gymnasium als Lehrer für Politikwissenschaft und Latein tätig. Er organisiert alljährlich eine Gedenkstättenfahrt nach Auschwitz und ist (auch mit Hilfe einer Schüler-Arbeitsgruppe) als Entwicklungshelfer in Sambia tätig.

## Politik

### Jugendpolitik
Von 1994 bis 1996 war er der erste Sprecher des Grün-alternativen Jugendbündnisses, der Jugendorganisation der Partei.

### Berliner Landespolitik
Bei der Berliner Abgeordnetenhauswahl 2006 trat er im Wahlkreis Reinickendorf 2 an und erhielt 6,8 % der Stimmen.
Seit der Wahl 2011 sitzt er für Bündnis 90/Die Grünen Berlin in der Bezirksverordnetenversammlung Reinickendorf. Er sitzt im Ausschuss für Verkehr sowie den Ausschüssen Integration, Bürgerdienste sowie Eingaben und Beschwerden.